# 조희갑
조희갑(趙羲甲, 1858년 1월 11일 ~ 1918년 1월 31일)은 대한제국의 군인 겸 경찰이자 일제강점기의 경찰 겸 관료로, 본적은 경기도 김포군 하성면이다. 다른 이름으로 조윤삼(趙允三)이 있다.

## 생애
1907년 대한제국 육군 참위로 복무했으며 대한제국 군대 해산 이후인 1908년 2월 12일 경시로 임명되었다. 1908년 2월부터 12월 1일까지 특설순사대 소속 부대인 제2순사대(전라남도 광주군 소재) 경시로 근무하는 동안 당시 전라남도 보성군, 곡성군, 순천군, 장흥군, 전라북도 태인군, 순창군 등지에서 활동하던 의병 부대 공격에 적극 참여했다. 또한 전라북도 관찰사와 일본군 전주수비대장과 함께 전라북도 순창군에서 활동하던 의병들을 상대로 탄압과 회유를 실시하는 이른바 '의병 귀순 공작 활동'에 참여하여 국권 회복 투쟁에 나섰던 의병 활동을 방해했다.
1908년 12월 6일 질병으로 제2순사대에서 사직했고 1908년 12월 17일 의원면직되었다. 1910년 10월 1일 충청남도 비인군수, 1912년 5월 17일 충청남도 온양군수로 임명되었으며 1912년 8월 1일 일본 정부로부터 한국 병합 기념장을 받았다. 1914년 3월 1일부터 1918년까지 충청남도 예산군수를 역임했고 1915년부터 1917년 충청남도 지방토지조사위원회 임시위원을 역임했다. 1918년 2월 2일 사후 고등관 6등과 정7위에 서위되었다.
민족문제연구소의 친일인명사전 수록자 명단의 관료 부문, 친일반민족행위진상규명위원회가 발표한 친일반민족행위 705인 명단에 포함되었다.

## 참고자료
- 친일반민족행위진상규명위원회 (2009). 〈조희갑〉. 《친일반민족행위진상규명 보고서 Ⅳ-17》. 서울. 258~265쪽.